# ペマ・ギャルポ
ペマ・ギャルポ（チベット語: པདྨ་རྒྱལ་བོ〈ラテン文字翻字形：Pema Gyalpo〉、1953年6月18日 -　）は、日本の政治学者。
チベット出身で日本に帰化したチベット系日本人。拓殖大学国際日本文化研究所教授、岐阜女子大学南アジア研究センター所長、世界戦略総合研究所評議員、国際宗教自由連合副委員長。専門は、国際関係論、国際政治学。
亜細亜大学法学部卒業。モンゴル国立大学政治学博士。所属する学術機関はチベット文化研究所等多数。所属する芸能事務所はサラブレッド・プロモーション。

## 人物

### 年譜
- 1953年（昭和28年） - ガンデンポタン時代のチベット（西蔵地方政府制圧下のチベット）カム地方のニャロン（現中華人民共和国四川省カンゼ・チベット族自治州新竜県）に生まれる。
- 1959年（昭和34年）3月10日 - チベット動乱がチベットの都ラサにまで波及したこの日、北インドのダラムサラへ亡命すべくダライ・ラマ14世がチベットを脱出する。このとき5歳[6]のペマを含む多くのチベット人はダライ・ラマに付き従って故郷を後にした。これ以降、ペマは難民キャンプで少年期を過ごした。
- 1965年（昭和40年）12月 - 12歳の時、木村肥佐生、丸木清美、倉前盛通らの支援によって日本に移住する。
  - その後、埼玉県内の中学校と高等学校を卒業。
- 1973年（昭和48年） - 20歳の時、ペマらが東京都豊島区目白台にて日本チベット文化交流協会（現・チベット文化研究所）を設立し、ペマは事務局長に就任する。
- 1976年（昭和51年）
  - 3月31日 - 亜細亜大学法学部を卒業。
  - 9月1日 - 上智大学国際学部大学院に入学（1978年中退）。
- 1977年（昭和52年）
  - 4月 - チベット文化研究所所長に就任。
  - 12月 - 亜細亜大学アジア研究所嘱託研究員になる。
- 1978年（昭和53年）12月 - 東京外国語大学アジア・アフリカ語学研究所の研究生になる（その後、修了）。
- 1980年（昭和55年） - 24歳でダライ・ラマ法王アジア・太平洋地区担当初代代表に就任（1990年4月退任）[7]。
- 1991年（平成3年）4月 - 日本作家クラブ初の外国人メンバーとなる。
- 1995年（平成7年）11月 - 第32回日本翻訳文化賞を受賞。
- 1998年（平成10年）2月 - ベストテューター賞を受賞。
- 1999年（平成11年）4月 - モンゴル国立大学の社会科学アカデミーより政治学博士号を取得。
- 2001年（平成13年）5月20日 - 「チベット社会にあった」と中国が主張する農奴制をペマが否定
- 2004年（平成16年）2月 - チベット文化研究所名誉所長に就任。
- 2005年（平成17年）11月 - 52歳で日本に帰化する。
- 2007年（平成19年）
  - 月日未確認 - モンゴル国大統領顧問（社会・文化担当）に就任／モンゴル国の観音菩薩（大仏）再建事業に携わった関係から。
  - 7月29日 - 投開票された第21回参議院議員通常選挙に国民新党公認で比例区より立候補したが、同党当選枠1人に対し10位で落選。
- 2010年（平成22年）8月 - ブータン王国首相顧問として同国を訪問。
- 2011年（平成23年）11月 - ブータン国王ジグミ・ケサル・ナムゲル・ワンチュク夫妻が日本を訪問した際、通訳を務めた。

## 統一教会との関係
- ペマ・ギャルポは統一教会の関連団体「世界戦略総合研究所」の評議員[2]、統一教会の関連団体「国際宗教自由連合（ICRF）」日本委員会の副委員長である[3]。
- 2005年8月9日、統一教会の関連団体「世日クラブ」が主催した講演会で、ペマは講演した[8]。
- 2008年6月20日、統一教会の関連団体「世日クラブ」が主催した講演会で、ペマは講演した[8]。
- 統一教会の機関紙『世界思想:平和大使運動を推進するオピニオン情報誌』2008年6月号にペマのインタビュー記事が掲載された[9]。
- 『世界思想:平和大使運動を推進するオピニオン情報誌』2009年10月号に寄稿した[10]。
- 2010年3月19日、統一教会の関連団体「国際宗教自由連合」日本委員会が主催した講演会「チベット問題とアジアの平和」で講師を務めた[11]。
- 『世界思想:平和大使運動を推進するオピニオン情報誌』2011年11月号に寄稿した[12]。
- ジャーナリストの有田芳生によると、2011年9月24日、統一教会の関連団体「アジアと日本の平和と安全を守る全国フォーラム」が開催した「アジアと日本の安全を守る東京都大会」で、ペマは挨拶した[13][14]。このイベントで統一教会の関連団体「国際勝共連合」副会長の渡辺芳雄が講演した[13][14]。
- 2012年12月19日、統一教会の関連団体「世日クラブ」が主催した講演会で、ペマは講演した[8][15]。2013年1月9日、講演会の様子が統一教会の機関紙「世界日報」が運営する「Viewpoint」に掲載された[15]。
- 2013年10月8日、「Viewpoint」に寄稿した[16]。
- 2013年11月28日、「Viewpoint」に寄稿した[17]。
- 2013年12月31日、「Viewpoint」にペマは寄稿し、「2013年も世界日報の編集関係者はじめ、読者の皆様には大変お世話になり御礼申し上げます」と述べた。
- 2014年1月27日、「Viewpoint」に寄稿した[18]。
- 2014年2月24日、「Viewpoint」に寄稿した[19]。
- 2014年3月31日、「Viewpoint」に寄稿した[20]。
- 2014年4月27日、「Viewpoint」に寄稿した[21]。
- 2014年5月26日、「Viewpoint」に寄稿した[22]。
- 2014年6月29日、「Viewpoint」に寄稿した[23]。
- 2014年7月29日、「Viewpoint」に安倍晋三に関する記事を寄稿した[24]。
- 2014年8月24日、「Viewpoint」に安倍晋三に関する記事を寄稿した[25]。
- 2014年9月25日、「Viewpoint」に寄稿した[26]。
- 2014年10月30日、「Viewpoint」に寄稿した[27]。
- 2014年12月25日、「Viewpoint」に寄稿した[28]
- 2015年1月25日、「Viewpoint」に寄稿した[29]。
- 2015年2月23日、「Viewpoint」に寄稿した[30]。
- 2015年3月30日、「Viewpoint」に寄稿した[31]。
- 2015年4月30日、「Viewpoint」に寄稿した[32]。
- 2015年5月31日、「Viewpoint」に寄稿した[33]。
- 2015年6月29日、「Viewpoint」に寄稿した[34]。
- 2015年7月28日、「Viewpoint」に寄稿した[35]。
- 2015年8月23日、「Viewpoint」に寄稿した[36]。
- 2015年9月28日、「Viewpoint」に寄稿した[37]。
- 2015年10月22日、「Viewpoint」に寄稿した[38]。
- 統一教会の機関紙『世界思想:平和大使運動を推進するオピニオン情報誌』2015年10月号にペマのインタビュー記事が掲載された[39]。
- 2015年11月30日、「Viewpoint」に寄稿した[40]。
- 2015年12月28日、「Viewpoint」に寄稿した[41]。
- 2016年1月25日、「Viewpoint」に寄稿した[42]。
- 2016年2月28日、「Viewpoint」に寄稿した[43]。
- 2016年3月31日、「Viewpoint」に寄稿した[44]。
- 2016年4月24日、「Viewpoint」に寄稿した[45]。
- 2016年5月30日、「Viewpoint」に寄稿した[46]。
- 2016年6月27日、「Viewpoint」に寄稿した[47]。
- 2016年8月1日、「Viewpoint」に寄稿した[48]。
- 2016年8月25日、「Viewpoint」に寄稿した[49]。
- 2016年9月26日、「Viewpoint」に寄稿した[50]。
- 2016年11月8日、「Viewpoint」に寄稿した[51]。
- 2016年12月5日、「Viewpoint」にドナルド・トランプに関する記事を寄稿した[52]。
- 2017年1月5日、「Viewpoint」に寄稿した[53]。
- 2017年1月31日、「Viewpoint」に寄稿した[54]。
- 2017年2月2日、「Viewpoint」にドナルド・トランプに関する記事を寄稿した[55]。
- 2017年3月2日、「Viewpoint」に寄稿した[56]。
- 2017年4月3日、「Viewpoint」に寄稿した[57]。
- 2017年5月18日、「Viewpoint」に寄稿した[58]。
- 2017年6月29日、「Viewpoint」に寄稿した[59]。
- 2017年7月21日、「Viewpoint」にペマのインタビュー記事が掲載された[60]。聞き手の池永達夫は世界日報編集局論説室長、世界日報解説室長、世界日報バンコク支局長だった[60][61]。
- 2017年7月31日、「Viewpoint」に寄稿した[62]。
- 2017年9月19日、「Viewpoint」に寄稿した[63]。
- 2017年10月1日、「Viewpoint」に寄稿した[64]。
- 2017年11月14日、「Viewpoint」に寄稿した[65]。
- 2017年12月5日、「Viewpoint」にドナルド・トランプに関する記事を寄稿した[66]。
- 2017年12月28日、「Viewpoint」に寄稿した[67]。
- 2018年2月4日、「Viewpoint」に寄稿した[68]。
- 2018年3月6日、「Viewpoint」に寄稿した[69]。
- 2018年3月29日、「Viewpoint」に寄稿した[70]。
- 2018年4月29日、「Viewpoint」に野党を批判する寄稿した[71]。
- 2018年6月7日、「Viewpoint」に寄稿した[72]。
- 2018年7月19日、「Viewpoint」に寄稿した[73]。
- 2018年8月5日、「Viewpoint」にドナルド・トランプに関する記事を寄稿した[74]。
- 2018年9月3日、「Viewpoint」に寄稿した[75]。
- 2018年10月11日、「Viewpoint」に安倍晋三に関する記事を寄稿した[76]。
- 2018年11月4日、「Viewpoint」に寄稿した[77]。
- 2018年12月6日、「Viewpoint」に寄稿した[78]。
- 2019年1月8日、「Viewpoint」に寄稿した[79]。
- 2019年1月31日、「Viewpoint」に安倍晋三に関する記事を寄稿した[80]。
- 2019年3月24日、「Viewpoint」に寄稿した[81]。
- 2019年4月7日、「Viewpoint」に寄稿した[82]。
- 2019年5月12日、「Viewpoint」に寄稿した[83]。
- 2019年6月11日、「Viewpoint」に寄稿した[84]。
- 2019年7月8日、「Viewpoint」に寄稿した[85]。
- 2019年8月4日、「Viewpoint」に寄稿した[86]。
- 2019年9月3日、「Viewpoint」に寄稿した[87]。
- 2019年10月10日、「Viewpoint」に寄稿した[88]。
- 2019年10月31日、「Viewpoint」に寄稿した[89]。
- 2019年12月9日、「Viewpoint」に安倍晋三に関する記事を寄稿した[90]。
- 2020年1月5日、「Viewpoint」に寄稿した[91]。
- 2020年1月26日、「Viewpoint」にペマのインタビュー記事が掲載された[92]。聞き手の川瀬裕也は世界日報社沖縄支局長だった[92][93]。
- 2020年2月16日、「Viewpoint」に寄稿した[94]。
- 2020年3月5日、「Viewpoint」に寄稿した[95]。
- 2020年4月13日、「Viewpoint」に寄稿した[96]。
- 2020年5月25日、「Viewpoint」に寄稿した[97]。
- 2020年6月26日、「Viewpoint」に寄稿した[98]。
- 2020年8月18日、「Viewpoint」に寄稿した[99]。
- 2020年10月1日、「Viewpoint」に寄稿した[100]。
- 2020年11月23日、「Viewpoint」に寄稿した[101]。
- 2020年12月7日、「Viewpoint」に寄稿した[102]。
- 2021年1月21日、「Viewpoint」に菅義偉に関する記事を寄稿した[103]。
- 2021年2月23日、「Viewpoint」に寄稿した[104]。
- 2021年3月30日、「Viewpoint」に寄稿した[105]。
- 2021年5月17日、「Viewpoint」に寄稿した[106]。
- 2021年6月21日、「Viewpoint」に寄稿した[107]。
- 2021年7月25日、「Viewpoint」に寄稿した[108]。
- 2021年8月16日、「Viewpoint」に寄稿した[109]。
- 2021年9月19日、「Viewpoint」に寄稿した[110]。
- 2021年11月7日、統一教会の関連団体「国際勝共連合」が主催し、統一教会の関連団体「勝共UNITE」が共催し、統一教会の関連団体「（世界平和青年学生連合）IAYSP-Japan」、統一教会の関連団体「世界平和連合」、統一教会の関連団体「（天宙平和連合）UPF-Japan」、統一教会の関連団体「平和大使協議会」が後援した「救国救世勝共大会2021」にペマは来賓として挨拶し、「ぶれずに共産主義勢力と闘ってきた国際勝共連合の活動」に敬意を表した[111]。このイベントでは国際勝共連合の松本康事務総長が挨拶し、統一教会幹部の梶栗正義が講演をし、勝共UNITEの長澤洋国代表が大会決議文の朗読をし、自民党の中根一幸議員がビデオメッセージを寄せた[111][112]。
- 2021年11月8日、統一教会の機関紙「世界日報」が運営する「Viewpoint」に寄稿した[113]。
- 2021年12月7日、「Viewpoint」に寄稿した[114]。
- 2022年1月9日、「Viewpoint」に寄稿した[115]。
- 2022年2月6日、「Viewpoint」に寄稿した[116]。
- 2022年3月20日、「Viewpoint」に寄稿した[117]。
- 2022年4月10日、「Viewpoint」に寄稿した[118]。
- 2022年5月22日、「Viewpoint」に寄稿した[119]。
- 2022年6月20日、「Viewpoint」に寄稿した[120]。
- 統一教会の機関紙「世界日報」の月刊誌『月刊Viewpoint』2023年11月号に寄稿した[121]。
- 『月刊Viewpoint』2023年12月号に寄稿した[122]。
- 『月刊Viewpoint』2024年1月号に寄稿した[123]。
- 『月刊Viewpoint』2024年2月号に寄稿した[124]。
- 『月刊Viewpoint』2024年5月号に寄稿した[125]。
- 『月刊Viewpoint』2024年6月号に寄稿した[126]。
- 2024年7月22日、統一教会の関連団体「国際宗教自由連合（ICRF）」が開催した日本委員会総会で講演した[127]。
- 「世界日報」の月刊誌『月刊Viewpoint』2024年8月号に寄稿した[128]。
- 2024年8月26日、世界日報に寄稿した[129]。
- 「世界日報」の月刊誌『月刊Viewpoint』2024年9月号に寄稿した[130]。
- 2024年9月21日、世界日報に寄稿した[131]。
- 2024年10月29日、世界日報に寄稿した[132]。
- 2024年11月26日、世界日報に寄稿した[133]。
- 「世界日報」の月刊誌『月刊Viewpoint』2024年11月号にペマは寄稿した[134]。
- 2024年12月8日、統一教会の関連団体「国際宗教自由連合（ICRF）」が主催した4か都市巡回講演会東京大会「日本の信教の自由と民主主義の危機」で、ペマは主賓者挨拶をした[3]。
- 2024年12月28日、世界日報に寄稿した[135]。
- 「世界日報」の月刊誌『月刊Viewpoint』2024年12月号に寄稿した[136]。
- 2025年2月1日、世界日報に寄稿した[137]。
- 「世界日報」の月刊誌『月刊Viewpoint』2025年2月号に寄稿した[138]。
- 2025年3月1日、世界日報に寄稿した[139]。
- 2025年3月24日、世界日報に寄稿した[140]。
- 「世界日報」の月刊誌『月刊Viewpoint』2025年4月に寄稿した[141]。
- 2025年、統一教会への解散命令に反対する「公平・公正な裁判を求める有識者の会」の呼びかけ人に、統一教会顧問弁護士の徳永信一、中山達樹、政治家の浜田聡、全国教育問題協議会顧問の杉原誠四郎、ジャーナリストの福田ますみ、ノンフィクション作家の窪田順生らとともに名を連ねた[142]。
- 2025年4月19日、世界日報に寄稿した[143]。
- 2025年5月19日、世界日報に寄稿した[144]。
- 2025年6月28日、世界日報に寄稿した[145]。

## 生長の家との関係
- 新興宗教「生長の家」の関連団体「日本青年協議会」の機関紙『祖国と青年』1995年5月号に、ペマ・ギャルポ、「生長の家」幹部の椛島有三、統一教会の関連団体「世界戦略総合研究所」評議員の黄文雄との鼎談が掲載された[146]。
- 1995年10月15日、「生長の家」の関連団体「島根祖青の会」が主催し、島根県神社本庁、神道政治連盟島根本部の協賛と、産経新聞社、山陰中央新聞社、山陰中央テレビの後援を得て開催したシンポジウム「かくて歴史は始まる――日本の果たしたこと、そして果たすべきこと」で、ペマは渡部昇一らとともにパネリストを務めた[147]。司会は「生長の家」幹部の椛島有三だった[147]。

## 幸福の科学との関係
- 新興宗教「幸福の科学」の機関紙『Are You Happy？』2011年3月号と4月号に、ペマ・ギャルポとジャーナリストの田中順子の対談が掲載された[148][149]。
- 2012年3月31日、「幸福の科学」が運営するサイト「TheLibertyWeb」に、ペマのインタビュー記事が掲載された[150]。
- 2012年5月21日、「幸福の科学」が運営するサイト「TheLibertyWeb」に、ペマのインタビュー記事が掲載された[151]。
- 2012年12月27日、ペマは「幸福の科学」の関連団体「幸福の科学出版」から、統一教会の関連団体「世界戦略総合研究所」評議員の黄文雄らとの共著で『日本の国益 野蛮・中国に勝つための10の論点』を出版した[152]。
- 2015年5月、「幸福の科学」の政治団体「幸福実現党」党首の釈量子がユネスコに提出した【「従軍慰安婦」資料に反論する申し入れ書に名を連ねている有識者45人】に、ペマは統一教会の関連団体「世界平和教授アカデミー」常任理事の加瀬英明らとともに名を連ねた[153]。
- 2018年7月21日、「幸福の科学」の関連団体「HS政治塾」が主催したセミナー「日本人よ、中国の属国になってもよいのか」で、ペマは講演した[154]。

## 主張・活動
- テレビ・新聞・雑誌など各種メディアにおいて活動する。自著では、チベット問題以外にも、アジア地域問題や日本社会などについて論考、講演している。
- オウム真理教の麻原彰晃をダライ・ラマ法王庁に紹介する。しかし数カ月後に麻原の問題点に気づき彼とはかかわらないようにとダライ・ラマ法王庁に上申する。これに怒った麻原は雑誌や本などでペマを批判。後に麻原はオウム事件を起こすに至るが、当時を振り返ってペマは「幸いにして、麻原さんが怒って、私のことを悪く書いて下さったもんですから、助かりました。本当のことを言って……」[155]と回想している。麻原の問題点とは未成年者の入信、坂本弁護士一家失踪、血のイニシエーション、教団施設にシヴァ神が祭られていたこと、自ら最終解脱者を名乗っていたこと、テレビ出演の際にいやしくも修行者であるものが世俗の権威を象徴するような大きな椅子に座っていたことなどであった[156]。
- 2007年（平成19年）7月13日に米大使館に手渡された日本文化チャンネル桜主導の慰安婦問題に関する米下院決議案の全面撤回を求める要望書にも賛同者として名を連ねた[157]。
- 菊地久、高島龍峰、デヴィ・スカルノ、光永勇、古川のぼる、安井けん、らの選挙関係者と共に、北朝鮮に米支援を行ったNGO「グローバルレインボーシップ」の会員でもある。同NGOは、国会タイムス社主五味武が主宰し、長らく会長職が清和政策研究会（当時は福田・三塚派）によって担われてきた。
- 2001年（平成13年）5月20日、アムネスティ・インターナショナル日本の主催により鎌倉市でおこなわれたドキュメンタリー映画『TIBET TIBET』上映会後に開催された自身の講演会にて、「チベット社会では農奴制が成立し得ない」との意見を表明した[158]。これは、チベットに対する軍事侵攻を“農奴制からの解放”であると主張し続ける中国共産党政府[159]と真っ向から対立するものである。
- 2011年11月29日、自身のYouTube動画で、沖縄が中国領土だと主張する中華民族琉球特別自治区準備委員会にふれ、日本は無防備であると主張した[160]。
- 2020年1月15日、時代を刷新する会の講演会で「昨日のチベット、今日の香港、明日の台湾」と言われ、今後は「明後日の沖縄」になる可能性もあると述べ、自由で開かれたインド太平洋構想の重要性を述べた[161]。

## 肩書・役職
- 桐蔭横浜大学法学部客員教授
- チベット文化研究所名誉所長
- 南アジア地域協力連合研究調査会会長
- 拓殖大学国際日本文化研究所教授
- 岐阜女子大学名誉教授、南アジア研究センター所長
- 世界戦略総合研究所評議員
- 国際宗教自由連合日本委員会副委員長
- 国家基本問題研究所客員研究員
- 日本経営者同友会特別名誉会員
- アジア刑政財団学術評議委員（国際連合NGO団体）
- 国家ビジョン研究会委員[162]
- JAPAN Guardians賛同者[163]

その他、NPO、NGOをはじめ多数の役職を兼任。

## 著作

### 単著
- 『チベット「解放」の実態』ペマ・ギャルポ、1981年。
- 『チベット入門』日中出版〈チベット選書〉、1987年1月。ISBN 4-8175-1144-3。NDLJP:12179770。
  - 『チベット入門』（増補版）日中出版〈チベット選書〉、1991年6月。ISBN 4-8175-1196-6。
  - 『チベット入門』（改訂新版）日中出版〈チベット選書〉、1998年3月。ISBN 4-8175-1234-2。
- 『チベットはどうなっているのか? チベット問題へのアプローチ』日中出版〈チベット選書〉、1990年6月。ISBN 4-8175-1185-0。
- 『日本の宗教』総合法令出版〈Horei hard books〉、1995年8月。ISBN 4-89346-473-6。
- 『『おかげさま』で生きる』近代文芸社、1997年10月。ISBN 4-7733-6288-X。
- 『「国」を捨てられない日本人の悲劇』講談社、1998年2月。ISBN 4-06-208826-6。
- 『「お陰様」イズムの国際関係』東洋堂企画出版社、1999年4月。ISBN 4-924706-79-5。
- 『立ち上がれ日本! 目醒めよ、麗しの国』雷韻出版、2001年8月。ISBN 4-947737-28-X。
- 『悪の戦争論 International relations of war and peace』あ・うん、2003年1月。ISBN 4-901318-10-1。
- 『国際派ビジネスマンのマナー講座』総合法令出版〈通勤大学文庫〉、2003年7月。ISBN 4-89346-803-0。
- 『おかげさまで生かされて 「おかげさまイズム」は21世紀の処方箋』あ・うん、2007年4月。ISBN 978-4-901318-55-6。
- 『中国が隠し続けるチベットの真実 仏教文化とチベット民族が消滅する日』扶桑社新書、2008年6月。ISBN 978-4-594-05683-4。
- 『北京五輪後のバブル崩壊 鍵を握る三つの顔』あ・うん、2008年7月。ISBN 978-4-901318-71-6。
- 『日本人が知らなかったチベットの真実』海竜社、2008年8月。ISBN 978-4-7593-1030-6。
- 『迷走日本外交に物申す! 暴走する中国を止められるのか』北星堂書店、2009年7月。ISBN 978-4-590-01248-3。
- 『最終目標は天皇の処刑 中国「日本解放工作」の恐るべき全貌』飛鳥新社、2012年1月。ISBN 978-4-86410-122-6。
- 『ワンチュク国王から教わったこと』PHP研究所、2012年5月。
- 『世界一幸せな国の97%幸せになる生き方 ~心が軽くなるブータン108の教え』ワニブックス、2012年5月。
- 『日本の危機!中国の危うさ!!―日本とインドの強い絆と可能性』あ・うん、2013年6月。
- 『犠牲者120万人 祖国を中国に奪われたチベット人が語る 侵略に気づいていない日本人』ハート出版、2018年2月。ISBN 978-4802400466。
- 『2020年、世界の覇権争い　世界はどう動き、日本はどうすべきかを読み解く』あさ出版、2018年12月
- 『チベット人だからわかる　中国は消防士のフリをした放火魔』ハート出版、2020年9月
- 『日本人が知らない中国の民族抹殺戦略　中共はなぜチベットを欲しがるのか』扶桑社新書、2020年11月

### 共著
- 木村肥佐生『新刊本「チベットの旅」読後感・チベットの悲しみ チベット人600万の人権擁護を』木村肥佐生、1980年。
- ペマ=ギャルポ話、金田卓也文・絵『ドルジェのたび チベットの少年のはなし』偕成社、1985年5月。ISBN 4-03-331110-6。
- 藤田弘基撮影、ペマ・ギャルポ、神崎宣武文『素顔のダライ・ラマ14世』ぎょうせい、1989年12月。ISBN 4-324-02071-X。
- 内田圭二『新国際政治学講義 お蔭様イズムの世界』万葉舎、2004年7月。ISBN 4-86050-020-2。
- ハイブロー武蔵『上司から部下へ、親から子へ語り継ぎたい世界の名言100』七田眞監修、総合法令出版、2005年2月。ISBN 4-89346-886-3。
- 石平『ならずもの国家中国の本性 蹂躙されたチベット』ワック〈Wac bunko〉、2008年8月。ISBN 978-4-89831-588-0。
- 小林よしのり、石平・呉善花・鄭大均・ペマ・ギャルポ・ビル・トッテン・金美齢『新日本人に訊け! 帰化 ゴーマニズム対論集』飛鳥新社、2011年5月。ISBN 978-4-86410-084-7。
- 潮匡人、西村幸祐、河添恵子、いしゐのぞむ『日本の国益―野蛮・中国に勝つための10の論点』幸福の科学出版、2012年12月1日。ISBN 978-4863952898。
- 石平 『日本・インドの戦略包囲網で憤死する中国』 徳間書店、2016年6月

### 編著
- ペマ・ギャルポ 編『「日本人へ」最後の通告』小学館〈小学館文庫〉、2001年7月。ISBN 4-09-402336-4。

### 翻訳
- 第14世ダライ・ラマ『仏教のこころ ダライ・ラマ法話集』椎名潤共訳、講談社、1984年5月。ISBN 4-06-201282-0。NDLJP:12284478。
- ジャムヤン・ノルブ編著『中国とたたかったチベット人』三浦順子共訳、日中出版〈チベット選書〉、1987年1月。ISBN 4-8175-1145-1。
- キャサリーン・マクドナルド『チベット・メディテーション チベット仏教の瞑想法』鹿子木大士郎共訳、日中出版〈チベット選書〉、1987年2月。ISBN 4-8175-1146-X。
  - キャサリーン・マクドナルド『チベット・メディテーション　チベット仏教の瞑想法』鹿子木大士郎共訳、日中出版〈チベット選書〉、1992年10月。ISBN 4-8175-1207-5。
  - キャサリーン・マクドナルド『チベット・メディテーション　チベット仏教の瞑想法』鹿子木大士郎共訳（新版）、日中出版〈チベット選書〉、1999年10月。ISBN 4-8175-1247-4。
- リンチェン・ハモ『私のチベット』三浦順子共訳、日中出版〈チベット選書〉、1988年4月。ISBN 4-8175-1158-3。
- ラビ・バトラ『1995-2010世界大恐慌　資本主義は爆発的に崩壊する』藤原直哉共訳、総合法令出版、1995年1月。ISBN 4-89346-403-5。
- ラビ・バトラ『ラビ・バトラの大予言』藤原直哉共訳・解説、総合法令出版、1995年7月。ISBN 4-89346-458-2。
- ダライ・ラマ14世『私たちのゆくえ　心のはしらを探して』ペマ・ギャルポ監訳、ベストセラーズ〈ワニの選書〉、1995年10月。ISBN 4-584-19121-2。
- アデ・タポンツァン『チベット女戦士アデ』ペマ・ギャルポ監訳、小山晶子訳、総合法令出版、1999年5月。ISBN 4-89346-636-4。
- ラビ・バトラ『ラビ・バトラ20世紀最後の大予言』ペマ・ギャルポ・藤原直哉制作、神保出版会、1999年5月。ISBN 4-88074-025-X。
- 曹長青編著『中国民主活動家チベットを語る』ペマ・ギャルポ監訳、金谷譲訳、日中出版〈チベット選書〉、1999年11月。ISBN 4-8175-1246-6。
- ラビ・バトラ『新世紀の大逆転　夜明けは日本から始まる』ペマ・ギャルポ・藤原直哉監訳、さんが出版、2000年3月。ISBN 4-88096-034-9。
- チベット国際キャンペーン『チベットの核 チベットにおける中国の核兵器』ペマ・ギャルポ監訳、金谷譲訳、日中出版〈チベット選書〉、2000年11月。ISBN 4-8175-1250-4。
- ラビ・バトラ『2002年の大暴落　60年に一度の国難が日本を襲う!』ペマ・ギャルポ・藤原直哉監訳、あ・うん、2001年7月。ISBN 4-901318-02-0。
- ラビ・バトラ『サーカーの予言　資本主義は花火のように爆発する』ペマ・ギャルポ・藤原直哉監訳、あ・うん、2002年6月。ISBN 4-901318-09-8。
- ダライ・ラマ14世 著、A・A・シロマニー 編『ダライ・ラマ14世法王の政治哲学　スピーチ・著作集より』 第1巻、ペマ・ギャルポ監訳、山本長一ほか訳、万葉舎、2003年11月。ISBN 4-86050-012-1。
- ブランドン・トロポフ、ルーク・バックルズ神父『世界一わかりやすい世界の宗教』ペマ・ギャルポ監訳、石塚政樹訳、総合法令出版、2003年1月。ISBN 4-89346-779-4。
- ラビ・バトラ『世界同時大恐慌　資本主義崩壊、光は極東の日本から　2005～2010』ペマ・ギャルポ・藤原直哉監訳、あ・うん、2004年7月。ISBN 4-901318-17-9。
- ダライ・ラマ14世原案、ロスアルトス・スタディー・グループ編著『ダライ・ラマ法王の実践幸福論』ペマ・ギャルポ訳、あ・うん、2005年5月。ISBN 4-901318-30-6。
- ラビ・バトラ『グリーンスパンの嘘』ペマ・ギャルポ・藤原直哉監訳、あ・うん、2005年7月。ISBN 4-901318-37-3。
- マーチン・パーマー、ビクトリア・フィンレー原著『地球環境を救う聖なる言葉』ペマ・ギャルポ編・監訳、あ・うん、2005年7月。ISBN 4-901318-29-2。
- ラビ・バトラ『資本主義消滅最後の5年　ラビ・バトラ緊急予告』ペマ・ギャルポ・藤原直哉監訳、あ・うん、2006年2月。ISBN 4-901318-39-X。
- ラビ・バトラ『日本国破産のシナリオ　破滅から黎明へ―光は極東の日本から　ラビ・バトラ緊急予告』ペマ・ギャルポ・藤原直哉監訳、あ・うん、2006年3月。ISBN 4-901318-40-3。
- ラビ・バトラ『新たな黄金時代　腐敗政治と経済混乱が新時代の革命を生む』ペマ・ギャルポ・藤原直哉監訳、あ・うん、2007年5月。ISBN 978-4-901318-53-2。
- ラビ・バトラ『2010年資本主義大爆裂！　緊急！近未来10の予測』ペマ・ギャルポ・藤原直哉監訳、あ・うん、2008年2月。ISBN 978-4-901318-64-8。
- ラビ・バトラ『2009年断末魔の資本主義　崩壊から黎明へ光は極東の日本から』ペマ・ギャルポ・藤原直哉監訳、あ・うん、2009年1月。ISBN 978-4-901318-80-8。
- ラビ・バトラ『大恐慌2009～2010　資本主義最終章の始まり』ペマ・ギャルポ・藤原直哉監訳、あ・うん、2009年7月。ISBN 978-4-901318-87-7。
- チベット女性協会 編『ダライ・ラマ心の宝石』ペマ・ギャルポ監訳、富永和子訳、東京書籍、2009年9月。ISBN 978-4-487-80412-2。
- シュリ・シュリ・ラビ・シャンカール『セレブレーティングラブ　愛を祝う』ペマ・ギャルポ監訳、あ・うん、2009年10月。ISBN 978-4-901318-73-0。
- ラビ・バトラ『史上最悪の大破綻！！　2010年～2015年緊急！近未来10の新予測』ペマ・ギャルポ・藤原直哉監訳、あ・うん、2010年9月。ISBN 978-4-904891-01-8。
- ラビ・バトラ『セカンドボトム世界大恐慌　2012年ラビ・バトラの大予測!!』ペマ・ギャルポほか監訳、あ・うん、2012年2月。ISBN 978-4-904891-08-7。

### 監修
- ヤンツォム・ドマ『チベット家族の肖像 ダライ・ラマ十四世の母』ペマ・ギャルポ監修、青木真理訳、近代文芸社、1998年11月。ISBN 4-7733-6369-X。
- ハイブロー武蔵『語り継ぎたい東洋の名言88　上司から部下へ、親から子へ』総合法令出版、2005年6月。ISBN 4-89346-904-5。
- 『インド式・魔法の暗算術　2桁のかけ算もスラスラできる』ペマ・ギャルポ監修、PHP研究所〈PHP文庫〉、2007年12月。ISBN 978-4-569-66944-1。

### 論文
- CiNii>ペマ・ギャルポ

## 講演・インタビュー
- ペマ・ギャルポ講演 著「チベット文化とダライ・ラマ法王」、新書編纂所 編『人間と文化　教養講演集 54』三愛会〈三愛新書〉、1992年7月。
- ペマ・ギャルポ、丹羽文生述 著「歴史への情熱」、丹羽文生 編『情熱の素』春風社、2005年8月。ISBN 4-86110-047-X。

## TV出演
- 日本よ、今...「闘論！倒論！討論！」 （日本文化チャンネル桜、不定期出演）
- 西部邁ゼミナール（TOKYO MX）
- ワールドWaveモーニング　(NHKBS1)

### 関連機関
- 岐阜女子大学南アジア研究センター
- 桐蔭学園横浜大学 ペマ・ギャルポ研究室
- チベット文化研究所 - ウェイバックマシン（2004年4月28日アーカイブ分）
- 南アジア地域協力連合研究調査会
- 日本経営者同友会 - ウェイバックマシン（1999年10月3日アーカイブ分）
- アジア刑政財団
- ダライ・ラマ法王日本代表部事務所
- グローバル・レインボーシップ (GRS)
- 国家基本問題研究所